# Сьёрак
Сьёра́к (фр. Sieurac, окс. Siurac) — коммуна во Франции, находится в регионе Юг — Пиренеи. Департамент — Тарн. Входит в состав кантона От-Даду. Округ коммуны — Альби.
Код INSEE коммуны — 81287.

## География
Коммуна расположена приблизительно в 570 км к югу от Парижа, в 60 км северо-восточнее Тулузы, в 15 км к югу от Альби.

## Климат
Климат умеренно-океанический. Зима мягкая и дождливая, лето жаркое с частыми грозами. Ветры довольно редки.

## Население
Население коммуны на 2010 год составляло 210 человек.
| 1962 | 1968 | 1975 | 1982 | 1990 | 1999 | 2010 |
| ---- | ---- | ---- | ---- | ---- | ---- | ---- |
| 185  | 155  | 151  | 162  | 184  | 170  | 210  |

## Администрация
| Период | Период | Фамилия            | Партия | Примечания |
| ------ | ------ | ------------------ | ------ | ---------- |
| 2001   | 2008   | Жан Даниель Люгань |        |            |
| 2008   | 2020   | Режи Амьель        |        |            |

## Экономика
В 2007 году среди 127 человек в трудоспособном возрасте (15—64 лет) 93 были экономически активными, 34 — неактивными (показатель активности — 73,2 %, в 1999 году было 70,6 %). Из 93 активных работали 86 человек (45 мужчин и 41 женщина), безработных было 7 (4 мужчины и 3 женщины). Среди 34 неактивных 12 человек были учениками или студентами, 9 — пенсионерами, 13 были неактивными по другим причинам.